# Черныш, Пётр Прокофьевич
Пётр Прокофьевич Черныш (20 апреля 1919 — 15 мая 1979) — полковник авиации, Герой Советского Союза (1945).

## Биография
Родился 20 апреля 1919 года в рабочем поселке Красногоровка Марьинского района Донецкой области. Работал фрезеровщиком на заводе огнеупоров. Учился в аэроклубе.
Призван в армию в 1938 году. Окончил школу пилотов в 1941 году. Во время Великой Отечественной войны в действующей армии с июня 1941 года. Воевал на Центральном, Калининском, Волховском, Северо-Западном, Воронежском, Степном, 2-м и 1-м Украинских фронтах.
К 30 апреля 1945 года совершил 172 боевых вылета на бомбардировку военных объектов, укреплений, скоплений войск, живой силы и техники противника. 27 июня 1945 года за умелое выполнение боевых задач, мужество и героизм, проявленные при нанесении бомбовых ударов по противнику, Чернышу Петру Прокофьевичу присвоено звание Героя Советского Союза с вручением ордена Ленина и медали «Золотая Звезда» (№ 7564).
После окончания войны продолжал службу в Военно-Воздушных Силах. С 1975 года полковник Черныш в запасе. Жил в Волгограде. Скончался 15 мая 1979 года.